# Leușeni (Hîncești)
Leușeni è un comune della Moldavia situato nel distretto di Hîncești di 2.323 abitanti al censimento del 2004

## Località
Il comune è formato dall'insieme delle seguenti località (popolazione 2004):
- Leușeni (2.156 abitanti)
- Feteasca (157 abitanti)